# Centeterus tuberculifrons
Centeterus tuberculifrons là một loài tò vò trong họ Ichneumonidae.